# Эврика
«Э́врика!» (греч. εὕρηκα, букв. «нашёл!») — легендарное восклицание Архимеда, ставшее общеупотребительным для выражения радости в случае разрешения трудной задачи.
Согласно легенде, пересказанной Витрувием в трактате «Об архитектуре», сиракузский царь Гиерон II подозревал своего ювелира в обмане при изготовлении золотой короны. Он поручил Архимеду раскрыть обман и доказать, что корона не из чистого золота (часть которого мастер якобы присвоил), а из сплава золота и серебра. В то время существовали инструменты, позволяющие достаточно точно измерить вес, и было известно, что плотность золота примерно вдвое больше плотности серебра; но, чтобы проверить состав короны на чистоту, требовалось также знать её объём.
Архимед долго бился над решением предложенной задачи, пока решение не пришло к нему случайно во время купания, когда при его погружении в ванну вода начала выливаться на пол: он понял, что объём вытесненной воды равен объёму тела, погружённого в воду (принцип, который иногда путают с законом Архимеда — гидростатическим законом о выталкивающей силе); а значит, можно точно измерить объём сложных по форме объектов. От своего открытия Архимед пришёл в такой восторг, что голый с криками «Эврика!» побежал из купальни домой, чтобы испробовать свою теорию. Затем он продемонстрировал опыт перед Гиероном, погрузив в воду корону и золотой слиток того же веса. Корона вытеснила больше воды, а это означало, что часть золота была заменена серебром, которое по весу легче, но имеет больший объём.
Является девизом американского штата Калифорния, в котором также находится одноименный город — Юрика (англ. Eureka).